# Ozero Vylazskoje
Ozero Vylazskoje (ryska: Озеро Вылазское) är en sjö i Belarus.   Den ligger i voblasten Brests voblast, i den centrala delen av landet, 210 km söder om huvudstaden Minsk. Ozero Vylazskoje ligger 130 meter över havet.
Trakten runt Ozero Vylazskoje består till största delen av jordbruksmark. Runt Ozero Vylazskoje är det ganska tätbefolkat, med 58 invånare per kvadratkilometer.